# Хенри ван Дејк
Хенрикус Конрадус Јозефус Марија (Хенри) ван Дејк (хол. Henri van Dijk; Уден, 17. октобар 1880 — Зајст, 28. новембар 1948) био је ротердамски лекар који је постао познат као пионир на пољу трансфузије крви у Холандији. Након стицања лекарске дипломе отпочео је каријеру у болници Sint Franciscus Gasthuis за коју је уз повремене прекиде радио до 1944. Године 1914. послат је на Јаву као члан амбуланте која је имала за задатак да сузбије епидемију куге.
Током Првог светског рата био је активан у Битољу. У дневном листу Nieuwe Rotterdamsche Courant, у рубрицу „Међу људима“ новинара М.Ј. Брусеа (M.J. Brusse), износио је своја ратна искуства. Ови прилози касније су објављени у књизи „Холандска болница у бомбардованом граду“:
„Bio sam duboko potresen strahom, bedom koju su ovde pre svega trpeli nedužne žene i deca. Skoro da nisam video nijednog vojnika. ’Zašto li toliko bombarduju Bitolj?’ pitao sam. ’To im je ta njihova kultura’, odgovorio je šef policije.“
(...)
O, bolničarke su znale za mogućnost da budu ubijene. Ali ovo polagano gušenje je stravično, to je zversko mučenje... i to isključivo nedužnih građana u bespomoćnom gradu.“
На дан 30. априла 1930. као први је у Холандији применио трансфузију крви. По заставом холандског Црвеног крста убрзо је у читавој земљи разрадио мрежу Холандског завода за трансфузију.
Ван Дејк је вишеструко одликован за свој рад: за учешће у раду амбуланте на Балкану одликован је српском златном медаљом за храброст и произведен је у витеза француске Легије части. Добитник је и више одликовања за своје заслуге у раду холандског Црвеног крста и Завода за трансфузију.
У Хагу, надомак некадашње болнице Црвеног крста, једна стаза је добила његово име.